# Kevon Lambert
Kevon Lambert (Clarendon Parish, 22 marzo 1997) è un calciatore giamaicano, centrocampista del Louisville City, in prestito dal Real Salt Lake, e della nazionale giamaicana.

## Carriera

### Club
Ha esordito nel campionato giamaicano per poi trasferirsi negli Stati Uniti.

### Nazionale
Ha esordito in nazionale nel 2017, anno nel quale è stato anche convocato per la Gold Cup.

## Palmarès

### Club

#### Competizioni nazionali
- Commissioner's Cup: 1

Phoenix Rising: 2019